# Pararcte immanis
Pararcte immanis là một loài bướm đêm trong họ Erebidae.